# Преступления будущего (фильм, 1970)
«Преступления будущего» (англ. Crimes of the future) — независимый фантастический фильм канадского режиссёра Дэвида Кроненберга, второй в его карьере.

## Сюжет
В результате отравления косметическими средствами на Земле гибнут все детородящие женщины. Доктор Адриан Трипод (Рональд Млодзик) занимался исследованием и попытками лечения болезни в своей клинике. Потеряв последнюю пациентку, он уходит из больницы и отправляется по следам своего покойного учителя Антуана Ружа в поисках нового смысла жизни. В процессе поисков он встречается с разными людьми, многие из которых страдают необычными мутациями: у одного на ногах растут перепонки, другой исторгает из себя различные органы непонятного назначения, образуя вокруг себя галактику из них… Среди новых знакомых попадается также исследователь морских животных. Трипод заимствует его открытие, новый вид лечебного массажа. Он снова начинает лечить, используя этот метод. Однажды ему наносит визит старый пациент и приглашает его в команду по поиску новых способов выживания в мире без женщин. Команда на самом деле оказывается сектой педофилов-гетеросексуалов, возглавляемой неким Темкиным. Темкину стало известно, что в одном медицинском научно-исследовательском институте содержится маленькая девочка, потенциально способная родить. Он разрабатывает план похищения, первым пунктом в котором является внедрение в институт своего человека — Трипода. После долгой подготовки сектанты успешно похищают девочку, убив охрану, и укрываются в полузаброшенном отеле, где ранее умер в безвестности Антуан Руж. После споров они приходят к выводу, что оплодотворить объект необходимо немедленно. Первый сектант не выдерживает и сбегает. Трипод заходит в номер после него и сразу ощущает присутствие покойного Ружа. Из его глаза вытекает слеза.

## Художественные особенности
Как и в первом фильме Кроненберга, «Стерео», в «Преступлениях будущего» практически отсутствует звуковое сопровождение, за исключением голоса Трипода за кадром и выстрела в сцене убийства охранника института. Премьера фильма состоялась через четырнадцать лет после создания. Это первый фильм Кроненберга на тему мутаций человеческого тела, ставший его визитной карточкой.